# Microhypnus
Microhypnus is een geslacht van kevers uit de familie  
kniptorren (Elateridae).
Het geslacht is voor het eerst wetenschappelijk beschreven in 1976 door Kishii.

## Soorten
Het geslacht omvat de volgende soorten:
- Microhypnus agilis (Lewis, 1894)
- Microhypnus striatulus (LeConte, 1853)